# Торалес, Хуан Баутиста
Хуа́н Баути́ста Тора́лес (исп. Juan Bautista Torales; род. 9 марта 1956, Луке) — парагвайский футболист. Победитель Кубка Америки 1979 года, участник чемпионата мира 1986 года и Кубков Америки 1987 и 1989 годов. Выступал на позиции защитника.

## Карьера
Хуан Баутиста Торалес начал профессиональную карьеру в клубе Спортиво Лукеньо в 1976 году. Уже спустя 3 года он стал выступать за сборную Парагвая и в своём первом же сезоне провёл за национальную команду 10 матчей, из них 9 — в рамках победного Кубка Америки. Торалес стал лишь одним из двух футболистов, проведших на турнире все 9 матчей. В том году Кубок Америки разыгрывался без единой страны-организатора, все стадии турнира проходили по олимпийской системе на вылет — дома и в гостях и продолжался с июля по декабрь. Поэтому в составе сборных участвовало большое количество игроков. Так, победителями Кубка Америки стали сразу 32 футболиста. Однако, если полузащитник из «Серро Портеньо» Альдо Флорентин четырежды выходил на замену (в том числе в двух первых финалах), то Торалес все 9 матчей начинал в стартовом составе «Альбиррохи», внеся значительный вклад в победу сборной Парагвая в Кубке Америки.
Торалес имел прозвище «Теху», что означает «Ящерица» — за свою изворотливость и грамотное расположение на поле, что очень важно для игры защитника. В 1981 году он перешёл в «Либертад», где за 10 лет так и не сумел выиграть первенство Парагвая — в те годы в чемпионате доминировала асунсьонская «Олимпия», которую редко
опережали другие команды.
В 1986 году Торалес вместе со сборной пробился на чемпионат мира. Футболист особенно отмечает роль главного тренера Кайетано Ре в том успехе. На турнире парагвайцы сумели выйти в 1/8 финала, уступив там сборной Англии. Торалес сыграл во всех 4 матчах команды.
В 1987 и 1989 годах Торалес выступал на Кубке Америки, но повторить успех 1979 году ему со сборной не удалось. В 1992 году защитник выступал за столичный «Гуарани», после чего он перешёл в родной «Спортиво Лукеньо», где и завершил карьеру футболиста в 1995 году.

## Достижения
- Победитель Кубка Америки (1): 1979